# タフマンコンテスト
タフマンコンテスト（Toughman Contest）は、ミシガン州ベイシティのボクシングのプロモーターであったアート・ドレによって、1979年に始められたボクシング興行。駆け出しのボクサー（過去5年間にコミッションに認可されたボクシングの公式試合で5勝以上していないボクサー）がリングに立つ機会を提供した。

## ルール
試合は通常のボクシングのルールで行わる。すなわち、16オンスのグローブ、ヘッドギアを着けて行い、2分3ラウンド制（ラウンド間のインターバルは60秒）である。最盛期には全米で年間75-100都市で興行を行い、2000年から2004年にかけては、興行が定期的にFOXやFXによって放送されていた。参加できるのは18歳以上で、州のボクシングコミッションの標準的な健康診断に合格し、規定を満たした者とされる。また、試合開催地の地元住民に限定され、試合会場から概ね半径100-150マイル以内に住む者に制限される。さらに、出場に際して興行主に責任を求めないことを誓約する必要がある。フロリダ州やミズーリ州などいくつかの州では、USAABルールに準拠していないタフマンコンテストのようなボクシング興行を認可しなかった。
多くの場合、金曜日と土曜日の2日間の日程で開催され、その都市での勝者には1,000ドルが授与される。さらにペイ・パー・ビューのテレビ番組でも放送される世界チャンピオン戦で優勝した者には5万ドルが与えられた。
タフマンコンテストはしばしば他の大会と間違えられ、それゆえタフマンコンテストの名前を騙る違法な大会や派生イベントに対する批判の矢面に立たされた。実際は、正規のタフマンコンテストはルールや規則が整備された州でのみ開催されている
。

## 歴史
タフマンはアート・ドレを有名にし、1983年にはデニス・クエイド主演の映画『ザ・ファイト』にも描かれた。
ドレはプロモーターとして成功し、一晩で2万ドルの利益を上げることも可能であった。後述する、30歳の女性が死亡した2003年の興行でも、観戦料15ドルを払い1,500人が観戦していた。
近年のチャンピオンは以下の通り：
- 2005年
  - ライトヘビー級：Aubrey Bickerstaff
  - ヘビー級：Glen Sovich
- 2006年
  - ライトヘビー級：Josh"Downtown"Brown
  - ヘビー級：Lee McGinnis
- 2008年
  - ヘビー級：Lee McGinnis

## 問題点
フロリダ州タンパでは、2003年に、二児の母でもある30歳の女性が他の女性と闘い、頭部にダメージを受けて2日後に死亡した。ABCの記事のよれば、9ヶ月のあいだに4人のタフマンが死亡したことになる。
1979年以降、2008年春までに11人のタフマンが死亡している。その多くは20代から30代だが、1998年には58歳のタフマンが死亡した。
別の資料によれば、1981年以降2005年までに8人のタフマンが死亡しているが、一方で同期間にプロボクサーも14人死亡している。ドレは、安全に対して最大限の注意を払っていると主張しており、特に謝罪などは行っていない。

## 著名な選手
- Grady Brewer - 2006年のThe Contender チャンピオン
- バタービーン
- Chris Greeley
- フォレスト・グリフィン - 第8代UFC世界ライトヘビー級王者
- マイティ・モー
- トミー・モリソン - 第4代WBO世界ヘビー級王者
- ジョー・シリング - GLORYミドル級世界トーナメント王者
- ダグラス・デッジ
- マット・セラ - 第7代UFC世界ウェルター級王者
- ミスター・T

## その他
プロレスラーのルー・テーズは、1990年代頃の日本のプロレスについて「タフマンコンテストになりつつある」と発言している。生命に関わりかねない危険な技の応酬が常態化していることを、タフマンコンテストになぞらえて批判したものである。